# Radio Italia
Radio Italia è una stazione radiofonica italiana nazionale nata il 26 febbraio 1982. L'emittente trasmette esclusivamente musica italiana.
Radio Italia detiene l'etichetta discografica Solomusicaitaliana, si occupa dell'organizzazione di eventi e concerti legati alla musica italiana e ha un sito internet ufficiale. È la terza tra le radio nazionali più seguite.

## Storia
Radio Italia nasce il 26 febbraio 1982 da un'idea di Mario Volanti, musicista, compositore e DJ e tuttora direttore dell'emittente, che inaugura la prima radio la cui programmazione è prevalentemente composta da sola musica italiana (anche se altre radio, come Radio Supermilano, già trasmettevano soltanto musica italiana prima di essa). Nonostante un budget esiguo e un'idea innovativa per l'epoca, Radio Italia incontra presto i favori del pubblico. Cinque anni dopo, nel 1987, la radio arriva a coprire il territorio nazionale e nel 1991 conquista il primato di ascolti rilevato da Audiradio diventando la radio commerciale più ascoltata d'Italia.
L'espansione satellitare attuata dal 1996 permette la copertura dapprima dell'intera Europa, poi del Nord America e del Sud America con seguito particolarmente rilevante in Brasile, dove vi è la più grande comunità italiana mondiale.
Il 1996 è anche l'anno dell'acquisizione di Radio 105 Classic, concessionaria radiofonica di carattere commerciale in ambito nazionale - appartenente allo stesso gruppo editoriale di Radio 105 e Radio Monte Carlo - inglobata da Radio Italia che nel 1999 passa da syndication (Radio Italia aveva avanzato domanda di concessione ex L. 223/1990 come radio locale, in quanto non intendeva perdere il ricco mercato pubblicitario lombardo) a network (cioè rete interconnessa 24 ore su 24 lungo l'intera penisola).
Il lavoro di promozione e sostegno della musica italiana riconosciuto dagli artisti, musicisti e discografici per i quali diventa un importante punto di riferimento, raccoglie consensi tra le comunità di italiani all'estero, raggiunti anche grazie allo streaming via internet.
Nel 2004 viene effettuata una serata canora presso il parco della villa Sottocasa a Vimercate, successivamente nel 2012, per festeggiare i suoi 30 anni di attività, l'emittente radiofonica organizza un'ulteriore concerto live, a Milano, in Piazza Duomo. Il concerto ha un tale successo da convincere a ripeterlo ogni anno, sempre nel medesimo luogo del capoluogo lombardo e nella medesima stagione primaverile.
Il 30 settembre 2010 arriva anche sul digitale terrestre nei MUX 1 e 2 di Rete A trasmettendo con un audio in lingua araba. Il 1º Ottobre 2010 ha trasmesso sul DTT con l'audio di Radio Radio e il 2 ottobre 2010 inizia a Trasmettere con il suo audio sul DTT. Il 2 dicembre 2012 viene eliminata dal MUX Rete A 2 e rimane solo nel MUX 1 fino al 24 maggio 2014 quando viene eliminata per tornare sul DTT il 3 novembre 2014 con la LCN 770. Il 2 gennaio 2018 la radio migra da Rete A 1 a TIMB 3
Stando ai dati di ascolto annuali del 2019, Radio Italia è la quarta radio più ascoltata d'Italia, alle spalle di RTL 102.5, RDS e Radio Deejay.

### Sede

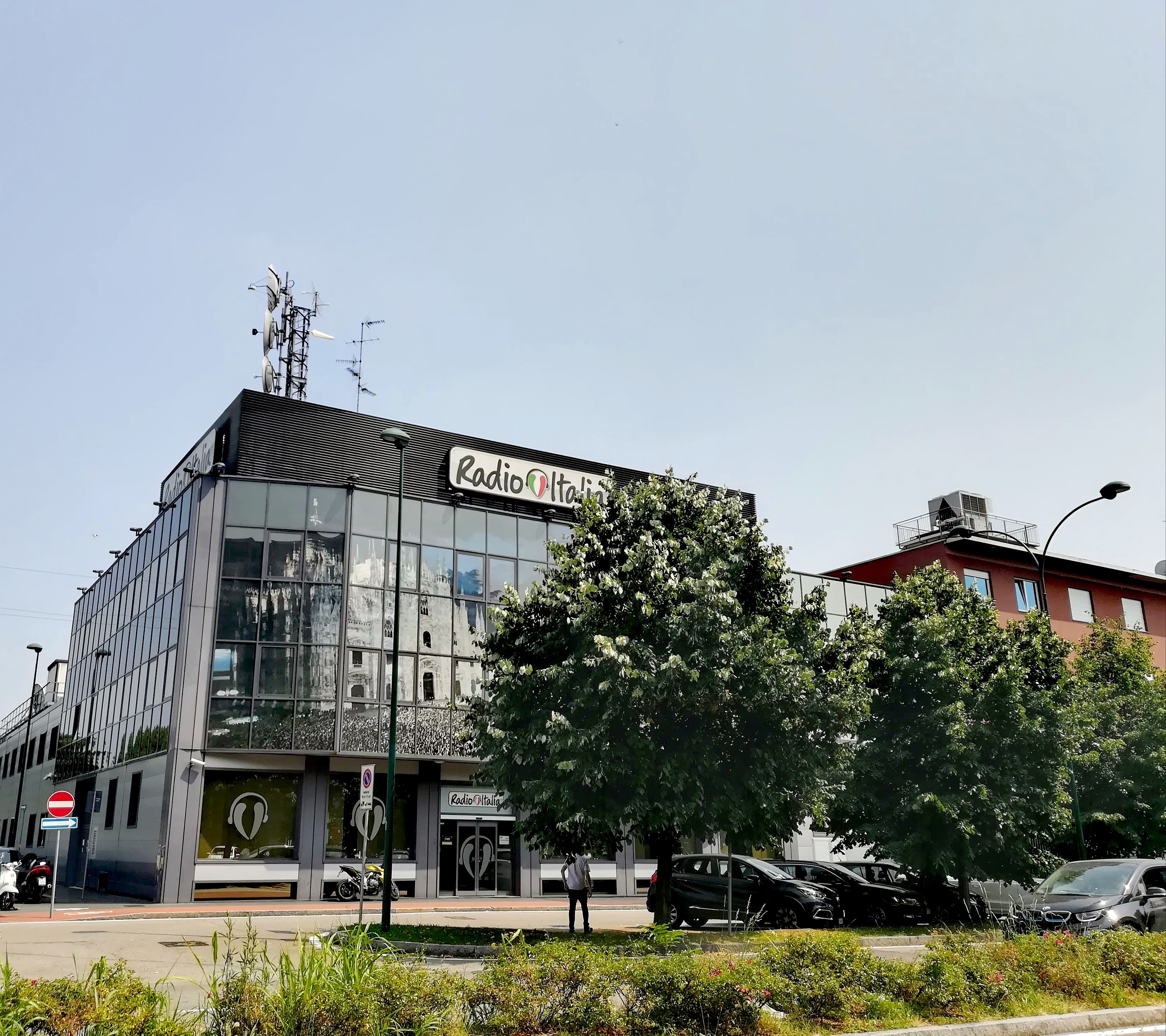
La sede attuale

Fino al 1986 gli studi di trasmissione si trovavano in un appartamento di Via San Gregorio 23, a Milano.
Dal 1986 al 2000 la sede era all'interno di uno stabile sito a Milano, in Via Felice Casati 2.
Dall'8 Agosto 2000 la sede dell'emittente si trova in Viale Europa 49 a Cologno Monzese, in un'imponente struttura che ospita uffici, studi di produzione e trasmissione e un ampio auditorium utilizzato per la realizzazione di eventi radio televisivi in grado di ospitare un consistente pubblico.

### Sito
Nel 1997 nacque la prima pagina di www.radioitalia.it. Dal 12 novembre 2002 è disponibile sul sito lo streaming sia radio che video. L'area web si consolida come punto di riferimento per interagire con ascoltatori e telespettatori. Il 29 maggio 2021, dopo tanti anni, viene rinnovato completamente, aggiungendo più contenuti e colore al sito.

### Controversie
All'inizio di giugno 2024 il cantante Ghali annunciava di essere stato cancellato dal Radio Italia Live in programma a Napoli per aver chiesto un minuto di silenzio per la Palestina durante il concerto di Milano. Radio Italia ha replicato di avere inizialmente invitato Ghali per la data di Napoli ma su richiesta dell'artista e del suo management era spostato nel cast del concerto milanese, facendo automaticamente decadere l'invito per Napoli. Pertanto nessuna cancellazione dato che il nome di Ghali non era mai stato presente nell'elenco ufficiale del cast diffuso a fine maggio 2024, ma si era trattato di un equivoco.

## Personale

### Conduttori
Ecco i conduttori in onda su Radio Italia:
- Augusto Abbondanza - Notiziario
- Alberto Alfano - Viabilità
- Paoletta
- Giuditta Arecco
- Francesca Amendola
- Daniela Cappelletti
- Ilaria Cappelluti
- Francesca Leto
- Francesco Cataldo
- Matteo Di Palma
- Marco Falivelli
- Fiorella Felisatti
- Laura Giane
- Mauro Marino
- Enzo Miccio - Radio Italia Style
- Antonio Montieri
- Emiliano Picardi
- Edoardo Prelle
- Enzo Savi
- Mario Volanti - Classifica Italiana
- Luca Ward - Oroscopo

## Programmi

### Casa Radio Italia
Durante alcuni avvenimenti culturali importanti, Radio Italia trasferisce lo staff in Casa Radio Italia, una struttura dove il marchio Radio Italia presenta i vari programmi della giornata.
Questo trasferimento avviene ad esempio durante avvenimenti come il Festival di Sanremo, oppure un Mondiale di calcio, un Europeo di calcio o un'Olimpiade.

### Disco Italia
È il singolo più venduto della settimana, mandato in rotazione tutti i giorni alle ore 02:30, 06:30, 10:30, 14:30, 18:30 e 22:30.

### Radio Italia Live
Radio Italia Live è un programma televisivo in onda tutti i venerdì sul canale 70 del digitale terrestre (Radio Italia TV), e contemporaneamente sulle frequenze radiofoniche di Radio Italia, dove i conduttori incontrano i più grandi artisti della musica italiana facendoli suonare dal vivo davanti ad una folla di fan presente in sala. Il concerto è trasmesso dall'Auditorium proprio della radio, con sede a Cologno Monzese.

## Loghi

Primo logo di Radio Italia in uso fino agli anni 2000[senza fonte]
Logo utilizzato tra la fine degli anni 2000 e la prima metà degli anni 2010
Logo attualmente in uso dal 27 giugno 2020

## Televisione
Il gruppo Radio Italia, oltre a Radio Italia, comprende i due canali televisivi Radio Italia TV e Radio Italia Trend TV.
Radio Italia TV nasce il 15 aprile 2004, rivolto ad un target giovane, ed era visibile in chiaro sull'analogico terrestre in syndication, in digitale terrestre (solo durante il primo anno di trasmissioni) e via satellite (al canale 858 di Sky). Il canale è stato chiuso nel 2009, per tornare nuovamente in onda il 4 marzo 2011, stavolta in chiaro sul digitale terrestre. Dal 1º gennaio 2013 ha arricchito il proprio palinsesto inglobando i contenuti di Video Italia.
In passato era presente anche Video Italia. L'emittente nacque nel settembre 1998, era fruibile solo via satellite e aveva una programmazione composta da eventi musicali, concerti organizzati nelle varie regioni d'Italia e da una rotazione di videoclip musicali. Ha cessato definitivamente le trasmissioni il 31 dicembre 2012 e i suoi contenuti sono stati assorbiti da Radio Italia TV.

## Radio Italia Live - Il Concerto
Dal 2012 Radio Italia organizza annualmente un grande concerto a Milano, in Piazza Duomo, denominato Radio Italia Live - Il Concerto, durante il quale si esibiscono alcuni dei più grandi artisti del panorama italiano. Nel 2017 Radio Italia Live - Il Concerto ha fatto tappa, oltre che a Milano, anche a Palermo presso il Foro Italico, nel 2019 approda anche a Malta, mentre nel 2024 si svolge anche in Piazza del Plebiscito a Napoli. Il concerto viene sempre trasmesso in diretta contemporanea su Radio Italia e Radio Italia TV (ma anche TV8 e Now&SkyUno e canali partner di Radio Italia) e viene replicato in tv alcuni giorni dopo la data dell'evento. Nel 2020 e nel 2021 l'ormai tradizionale rassegna canora non è si è tenuta a causa della pandemia legata al COVID-19, poi ha ripreso il via dal 2022.

## Radio Italia Anni 60
Radio Italia Anni 60 è una stazione radiofonica italiana, seconda rete del gruppo Radio Italia che trasmette in syndication sulla maggior parte del territorio nazionale in FM, in DAB e in tecnica digitale sul satellite Eutelsat Hot Bird 13° est coprendo l'intera Europa e il nord Africa.
Nasce sul finire degli anni Novanta da un'idea di Mario Volanti, editore e fondatore di Radio Italia Solo Musica Italiana sulla struttura di Via Radio di Melzo (che già veicolava i programmi di Kiss Kiss Italia, circuito del gruppo napoletano Kiss Kiss). Si sviluppa in franchising con la figura di Mario Volanti come presidente, Alessandro Raffaelli come amministratore delegato e la partecipazione dei principali affiliati della precedente syndication di Radio Italia. 
Il palinsesto è composto principalmente dalla musica italiana dagli anni sessanta sino ai duemila, ma anche dai maggiori successi internazionali di quegli anni e da alcune canzoni italiane del momento, con spazi quotidiani per le richieste musicali degli ascoltatori. I notiziari sono gestiti in autonomia dalle redazioni locali. L’emittente ha trasmesso la Rit Parade di Stefano Cilio per diversi anni. Il motto dell'emittente è le canzoni che si fanno ricordare. I dati Audiradio del primo semestre 2009 hanno registrato 247.000 ascoltatori nell'arco della settimana.

### Sedi
La sede legale si trova in Via Savona, 97 a Milano, mentre la sede operativa di coordinamento nazionale è a Trento in Via Zambra, 11.

### Copertura
- Radio Italia Anni '60 Lombardia (ricevibile anche in buona parte della Liguria)
- Radio Italia Anni '60 Piemonte
- Radio Italia Anni '60 Trentino-Alto Adige
- Radio Italia Anni '60 Emilia Romagna (ricevibile anche in buona parte delle Marche e parzialmente in Toscana)
- Radio Italia Anni '60 Roma[10]
- Radio Italia Anni '60 Campania
- Radio Italia Anni '60 Puglia (ricevibile anche in buona parte della Basilicata)
- Radio Italia Anni '60 Calabria
- Radio Italia Anni '60 Palermo
- Radio Italia Anni '60 Catania
- Radio Italia Anni '60 Messina
- Radio Italia Anni '60 Trapani
- Radio Italia Anni '60 Sardegna

### Televisione
All'inizio del 2019 sulle frequenze di NuovaRete nasce l'emittente televisiva Radio Italia Anni 60 TV, gestita da Media&Media93, concessionaria pubblicitaria per l'Emilia Romagna, editrice del gruppo televisivo di Luigi Ferretti che comprende anche 7 Gold Sestarete e Rete 8 VGA. Il canale era sintozzabile 24 ore su 24 sul digitale terrestre alla LCN 110 in buona parte dell'Emilia Romagna. Dopo un paio di mesi passa al numero 78, mentre dal 2022 la si riceve sul canale 81. Da gennaio 2024 è visibile integralmente solo in streaming sul sito internet www.radioitaliaanni60tv.com, mentre in televisione viene trasmessa parte della sua programmazione giornaliera sul canale Rete 8, sempre alla LCN 81, e viene diffusa a sua volta in Syndication su varie emittenti locali.

## Compilation
- 2007 – Buon Compleanno Radio Italia EMI - 25 anni di grande musica italiana sempre al tuo fianco
- 2007 – Buon compleanno Radio Italia
- 2008 – Radio Italia insieme - ai più grandi duetti di sempre
- 2009 - Radio Italia Live Vol.1
- 2009 – Radio Italia Gold
- 2010 – Ti amo - le nostre canzoni d'amore
- 2010 – Radio Italia Estate
- 2010 – Radio Italia Top 2010
- 2010 – Passione - le grandi voci interpretano il meglio del pop e opera
- 2011 – Love... Per Sempre
- 2011 – Radio Italia Mi Piace
- 2011 – Radio Italia Top Estate 2011
- 2011 – Radio Italia Top Collection Hits
- 2012 – Love 2012
- 2012 – Radio Italia. 30 anni di singoli al primo posto
- 2012 – Radio Italia Hit Estate
- 2012 – Radio Italia Hits
- 2013 – Love 2013
- 2013 – Radio Italia Story
- 2013 – Radio Italia Summer Hits 2013
- 2013 – Radio Italia Duets: Le star insieme
- 2014 – Love Forever
- 2014 – 100 canzoni di Radio Italia
- 2014 – Radio Italia Summer Hits 2014
- 2014 – Donne in musica
- 2014 – Radio Italia Winter Hits 2014
- 2015 – Love 2015
- 2015 – Radio Italia Gold Edition
- 2015 – Radio Italia Summer Hits 2015
- 2016 – Love 2016
- 2016 – Radio Italia Awards
- 2016 – Radio Italia Summer Hits 2016
- 2016 – Radio Italia Hits and Christmas
- 2017 – Radio Italia Love 2017
- 2017 – Buon compleanno Radio Italia - 35 anni di grandi successi
- 2017 - Radio Italia Summer Hits 2017
- 2017 – Radio Italia Live - Il concerto Milano e Palermo
- 2018 – Radio Italia Love 2018
- 2018 – Radio Italia Spring 2018
- 2018 – Radio Italia Summer Hits 2018
- 2018 – Radio Italia Winter Hits 2018
- 2019 – Radio Italia Love 2019
- 2019 – Radio Italia Spring 2019
- 2019 – Radio Italia Summer Hits 2019
- 2019 – Radio Italia Winter Hits 2019
- 2020 – Radio Italia Love 2020
- 2020 – Radio Italia Summer Hits 2020
- 2020 – Hit...Italia
- 2021 – Radio Italia Summer Hits 2021
- 2022 – Love 2022
- 2022 – Radio Italia Summer Hits 2022
- 2023 – Radio Italia Summer Hits 2023
- 2023 – Radio Italia Winter Hits 2023
- 2024 – Radio Italia Summer Hits 2024
- 2024 – Il meglio di Radio Italia live - Il concerto
- 2025 – Radio Italia Summer Hits 2025